# Imatge de Sant Miquel Arcàngel
La Imatge de Sant Miquel Arcàngel és una escultura pública eclèctica de Sant Hilari Sacalm (Selva) inclosa a l'Inventari del Patrimoni Arquitectònic de Catalunya.

## Descripció
Imatge situada en una roca (en un esquei que fa la pedra) que hi ha de camí al Sobirà.
Està situada en un conjunt rectangular de pedra, d'aproximadament d'un metre.
Representa l'arcàngel Miquel amb el braç enlaire i brandant l'espasa en actitud de lluita contra el dimoni (representat com un drac). El contorn del bloc de pedra en el que està situada l'escultura està envoltat per un ferro forjat.
L'escultura està molt malmesa, degut al pas del temps i de la guerra.
Al peu de la imatge hi ha una inscripció que ja no es llegeix bé.

## Història
Es diu que la imatge fou col·locada pels amos del Castell de Villavecchia el 1891 per agrair a Sant Miquel l'haver sortit il·lesos d'un accident quan la tartana en la que viatjaven va volcar.